# Svjetsko prvenstvo u nogometu – SAD 1994.
Svjetsko prvenstvo u nogometu – SAD 1994. bilo je ukupno 15. Svjetsko prvenstvo u nogometu, a održavalo se od 17. lipnja do 17. srpnja 1994. u Sjedinjenim Američkim Državama. Svjetski prvak je te godine po četvrti put u povijesti postala reprezentacija Brazila, koja je u finalu pobijedila Italiju boljim izvođenjem jedanaesteraca.
Sjedinjene Države su domaćinstvo prvenstva dobile 1988. godine, a odluka FIFA-e da izabere tu prilično nenogometnu zemlju za domaćina najveće svjetske nogometne smotre u konkurenciji Maroka i Brazila bila je pomalo iznenađujuća. No unatoč sumnjama u zainteresiranost američkih navijača za nogomet, ovo prvenstvo se pokazalo punim pogotkom što se tiče broja prisutnih gledatelja na stadionima te je do danas ostalo najposjećenije u povijesti Svjetskih nogometnih prvenstava s više od 3,5 milijuna prodanih karata. Velikom broju gledatelja pridonijeli su i visoki kapaciteti američkih stadiona od kojih ni jedan nije imao manje od 57.000 mjesta.
Na završnom turniru su sudjelovale 24 reprezentacija, a kvalifikacije je igralo njih ukupno 147. Ovo prvenstvo bilo je prvo na koje su se uspjele uvrstiti reprezentacije Grčke, Nigerije i Saudijske Arabije, a na njemu je kao samostalna država po prvi put nastupila i Rusija.
Naslov najboljeg strijelca turnira su sa šest postignutih golova osvojili Hristo Stoičkov iz Bugarske i Oleg Salenko iz Rusije. Salenkov uspjeh bio je posebno zanimljiv zbog činjenice da je ruski napadač do naslova najboljeg strijelca došao postigavši čak pet golova u pobjedi Rusije nad Kamerunom sa 6:1, što je još uvijek najveći broj golova koje je jedan igrač postigao u jednoj utakmici na završnom turniru Svjetskog nogometnog prvenstva. Zanimljivo je i da Rusi nisu prošli skupinu dok su Bugari stigli sve do polufinala i utakmice za treće mjesto pa je tako Stoičkov bio u prilici odigrati četiri utakmice više od Salenka.
Osim Salenkovih pet golova u jednoj utakmici, ovo prvenstvo donijelo je još nekoliko novosti i rekorda. Upravo u utakmici Rusije i Kameruna dogodio se još jedan rekord kada je 42-godišnji Roger Milla postigao počasni pogodak za Kamerunce i postavio dosad nenadmašen rekord kao najstariji strijelac u završnicama Svjetskih nogometnih prvenstava. Talijanski vratar Gianluca Pagliuca postao je prvi vratar koji je bio isključen u utakmici završnog turnira Svjetskog nogometnog prvenstva nakon što je kažnjen crvenim kartonom zbog igranja rukom izvan svog šesnaesterca u utakmici protiv Norveške. Ovo prvenstvo bilo je i prvo na kojem se za pobjedu umjesto dva dobivalo tri boda, prvo na kojem su igrači na poleđini dresova osim broja imali ispisana i svoja prezimena ili nadimke, te prvo na kojem su se utakmice igrale i u dvorani (Pontiac Silverdome).

## Mjesta održavanja
| Ime grada     | Stadion            | Stvarna lokacija            | Kapacitet |
| ------------- | ------------------ | --------------------------- | --------- |
| Boston        | Foxboro Stadium    | Foxboro, Massachusetts      | 61.000    |
| Chicago       | Soldier Field      | Chicago, Illinois           | 67.000    |
| Dallas        | Cotton Bowl        | Dallas, Teksas              | 67.000    |
| Detroit       | Pontiac Silverdome | Pontiac, Michigan           | 80.000    |
| Los Angeles   | Rose Bowl          | Pasadena, Kalifornija       | 91.000    |
| New Jersey    | Giants Stadium     | East Rutherford, New Jersey | 77.000    |
| Orlando       | Citrus Bowl        | Orlando, Florida            | 70.000    |
| San Francisco | Stanford Stadium   | Palo Alto, Kalifornija      | 80.000    |
| Washington    | RFK Stadium        | Washington, D.C.            | 57.000    |

## Konačni poredak
| Brazil   |
| Italija  |
| Švedska  |
| Bugarska |